# La Mère et l'Enfant
Pour les articles homonymes, voir La Mère et l'Enfant (homonymie).
Pour plus de détails, voir Fiche technique et Distribution.
La Mère et l'Enfant est un court métrage français réalisé par Jacques Demy en 1958.

## Synopsis
De la naissance jusqu'à l'âge de deux ans, une mère parle à son enfant, apprend à prendre soin de lui, surveille ses progrès. De la maternité au jardin d'enfants, en passant par la crèche et les premiers pas dans l'appartement familial, elle le voit s'affirmer, s'émerveille de ses premières manifestations d'indépendance, l'encourage surtout à s'éloigner d'elle un jour pour vivre sa propre vie. Le bébé est mort.

## Fiche technique
- Réalisation : Jacques Demy
- Scénario, adaptation et commentaire de Jean Masson et Jacques Demy
- Photographie : Serge Rapoutet
- Montage : Guy Michel-Ange
- Musique : Sonate en la mineur de Jean-Sébastien Bach, interprétée par Jean-Pierre Rampal
- Sous-titre : Chronique cinématographique de Jean-François
- Production : Compagnie Française de Films
- Chef de production : Jean Masson
- Diffusion : ministère de la Santé publique et de la Population
- Pellicule 35 mm, noir et blanc
- Durée : 22 min

## Distribution
- Blanchette Brunoy : la voix maternelle